# Дзецинін
Дзецинін (пол. Dziecinin) — село в Польщі, у гміні Файславиці Красноставського повіту Люблінського воєводства. Населення — 110 осіб (2011).

## Демографія
Демографічна структура станом на 31 березня 2011 року:
|          | Загалом | Допрацездатний вік | Працездатний вік | Постпрацездатний вік |
| -------- | ------- | ------------------ | ---------------- | -------------------- |
| Чоловіки | 65      | 9                  | 43               | 13                   |
| Жінки    | 45      | 3                  | 25               | 17                   |
| Разом    | 110     | 12                 | 68               | 30                   |